# 埃里克·布鲁尔 (计算机科学家)
埃里克·艾伦·布鲁尔是一个名为WiLDNet无线网络项目的主要发明者，这个项目有望在发展中国家的农村地区带来低成本的连通。他是加州大学伯克利分校的终身教授。 1996年，布鲁尔创立了Inktomi公司（被雅虎在2003年收购）。在2000年他与比尔·克林顿合作，他帮助创建USA.gov。在大约1990年代末的分布式网络应用中，他由于制定CAP定理而闻名。目前，他在谷歌任职，正在休假。